# Collégiale Notre-Dame de Villeneuve-lès-Avignon
Pour les articles homonymes, voir Église Notre-Dame.
La collégiale Notre-Dame est une ancienne collégiale de style gothique méridional située à Villeneuve-lès-Avignon dans le département français du Gard en région Occitanie.
Elle fut consacrée en 1333 par le cardinal Arnaud de Via qui était le neveu du pape Jean XXII.

## Historique

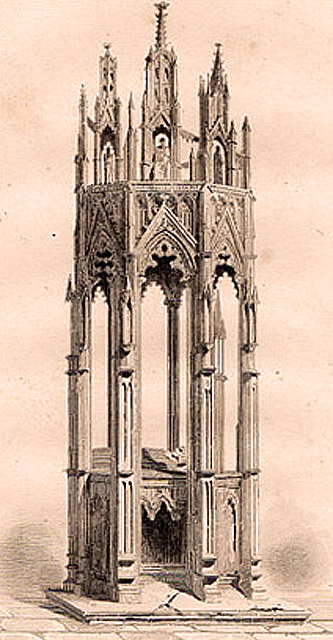
Tombeau du cardinal Arnaud de Via dans la Collégiale Notre-Dame de Villeneuve-lès-Avignon. Gravure originale sur acier, dessinée par Guillaumot, gravée par Lemaitre. 1845

En 1293, le roi de France Philippe le Bel fonde la « Villa Nova » en face d'Avignon : « Villeneuve Saint André ».
« Tout à coup l'un des faits les plus considérables de l'histoire de l'Église vint assurer l'avenir de cette ville. Le pape Clément V s'était fixé à Avignon à la fin du mois de mars 1309 et ses successeurs у demeurèrent pendant de longues années. Ce séjour de la Cour pontificale donna une impulsion nouvelle à l'agrandissement de Villeneuve ; les nombreux cardinaux français préférant vivre sur les terres du royaume furent les vrais fondateurs de cette ville où ils se procurèrent de somptueux logements et où quelques uns se construisirent de superbes palais ; plusieurs des papes d Avignon fixèrent même à Villeneuve leur résidence principale et ce fut entre eux et leurs cardinaux comme une pieuse rivalité de fondation de couvents d'églises et d'oeuvres de tous genres ; la Cour de France vint souvent y visiter la Cour des papes ; aussi la population grandissait chaque jour et s'enrichissait des dépenses de tant de hauts personnages ».
Le cardinal Arnaud de Via, neveu du pape Jean XXII, s'installe à Villeneuve en 1320. Entre 1327 et 1333, il remembre plusieurs terres sises au sud de sa demeure pour y bâtir la chapelle de son palais : la chapelle est consacrée le 1er juin 1333 par son oncle, le pape Jean XXII.
« Par un acte daté du 7 août 1333, le cardinal Arnaud de Via fonde à Saint-André-de-Villeneuve, sous le vocable de la Vierge, une église collégiale  composée de douze chanoines, formant un chapitre administré par un doyen. Il dote la nouvelle fondation de son propre palais, de ses jardins, des terres environnantes et de propriétés à Villeneuve, en exceptant toutefois sa résidence ordinaire. Il leur donne également des biens considérables qu'il possédait à Montault, aux Angles, à Sorgues, à Aramon, à Théziers, à Beaucaire et ailleurs ». La chapelle du palais d'Arnaud de Via devient donc à cette date une collégiale desservie un collège de douze chanoines.
Le cardinal décède en 1335 et est enseveli dans sa chapelle en 1336,. Dès 1336, les chanoines construisent le cloître, changent l'orientation de l'église (dont le porche était à l'est), remplacent le « chœur vieux » qui était à l'ouest par le chœur actuel (à l'est) et percent une nouvelle porte au milieu de la façade méridionale,.
La collégiale est complétée par le clocher-beffroi en 1362.
En 1540, la chapelle du Saint-Esprit est ajoutée à l'angle nord-est du cloître,.
La dernière transformation importante de la collégiale a lieu en 1746-1749 lorsque l'architecte Jean-Baptiste Franque recouvre le chœur des chanoines de plan ovale d'une voûte à cinq branches,.
Le chapitre est supprimé à la Révolution : le corps de logis du palais et les terres situées à  l'arrière sont vendus et la collégiale devient l'église paroissiale de Villeneuve à la place de l'église Saint Pons, ce qu'elle est toujours aujourd'hui,,,.

## Statut patrimonial et restauration
L'église et son cloître font l'objet d'un classement au titre des monuments historiques par la liste de 1862. Les restaurations commencent les années suivantes. En 1877 le couronnement de la tour est repris, ajoutant des créneaux et mâchicoulis qui n'existaient pas auparavant.
De 1992 à 2019, elle bénéficie d'une longue campagne de près trois décennies de travaux de restauration,. Ces travaux, réalisés pour un montant de plus d'un million d'euro avec l'aide de l'État, concernent la toiture, la charpente du clocher, la partie haute de la façade nord, la façade ouest et ses clochetons, la façade occidentale, les murs gouttereaux de la nef et enfin la porte sud et son décor peint.

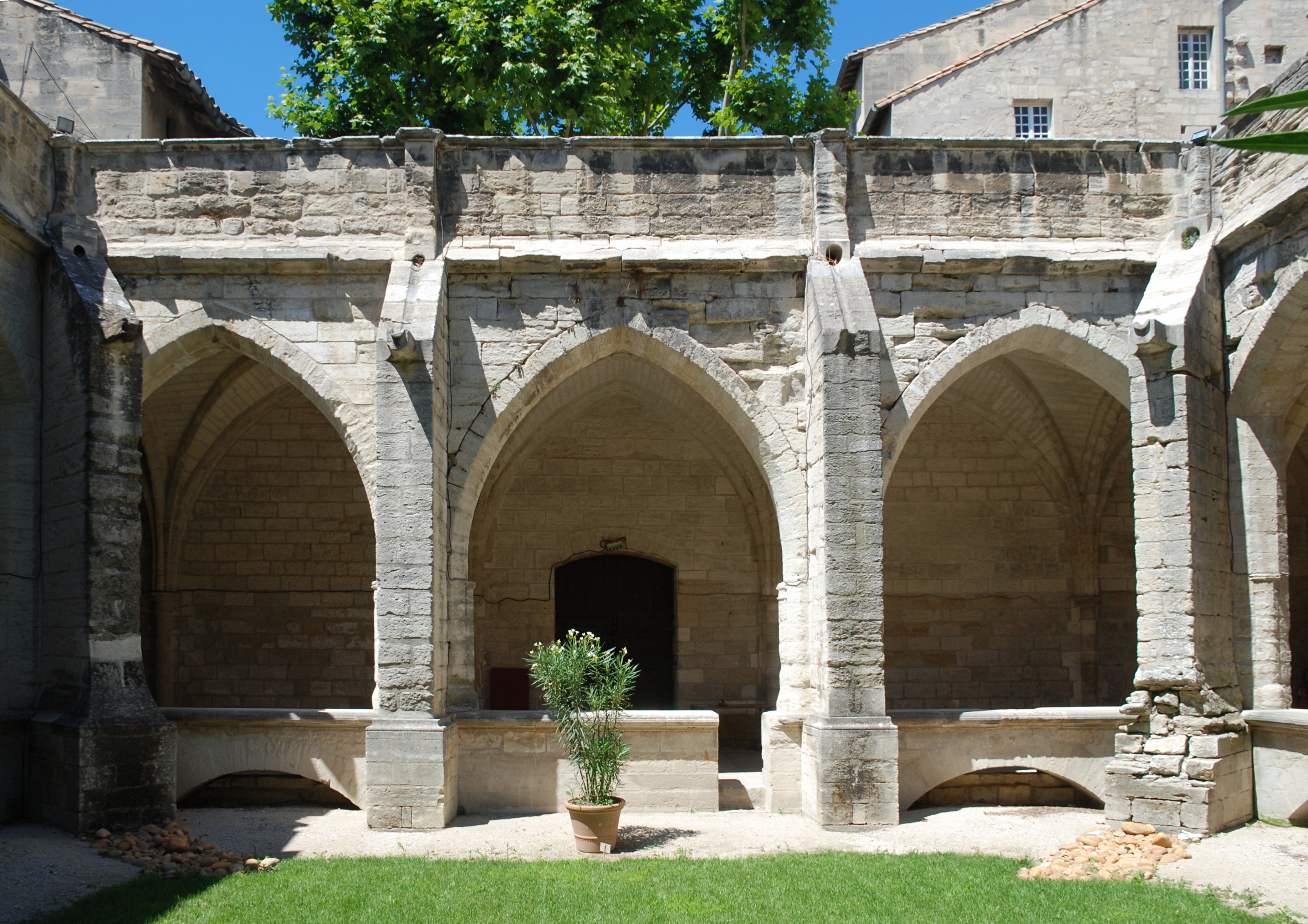
La galerie nord du cloître.

## Architecture

### Architecture extérieure

#### Collégiale
À l'ouest, la collégiale présente une façade haute et étroite percée d'une porte très simple surmontée d'une haute baie de style ogival à lancettes et remplage. Cette façade occidentale est surmontée aux angles de deux tourelles d'escalier percées d'archères.
Au sud, l'édifice présente une façade de six travées rythmée en hauteur par de grands contreforts. La troisième travée à compter de l'est est percée d'un grand portail ogival aux voussures multiples, percé lors de la réorientation de l'église en 1356,.
À l'est, une grande tour-beffroi construit en 1362 donne à la collégiale son aspect imposant. Il présente trois niveaux soutenus aux angles par de puissants contreforts. Le rez-de-chaussée est orné d'un grand arc ogival aveugle tandis que le dernier niveau est percé sur chaque face de deux baies campanaires cintrées à abat-sons regroupées sous un arc ogival orné d'une horloge. Ce dernier niveau est surmonté de créneaux et de mâchicoulis.
Un petit clocher plat à arcades est porté par une tour d'escalier située contre le côté nord-ouest du grand beffroi.

La collégiale
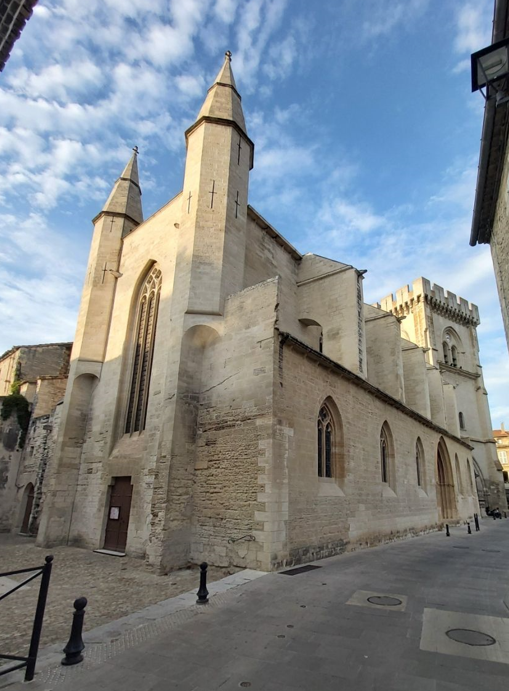
Façade occidentale vue de la place Meissonnier.
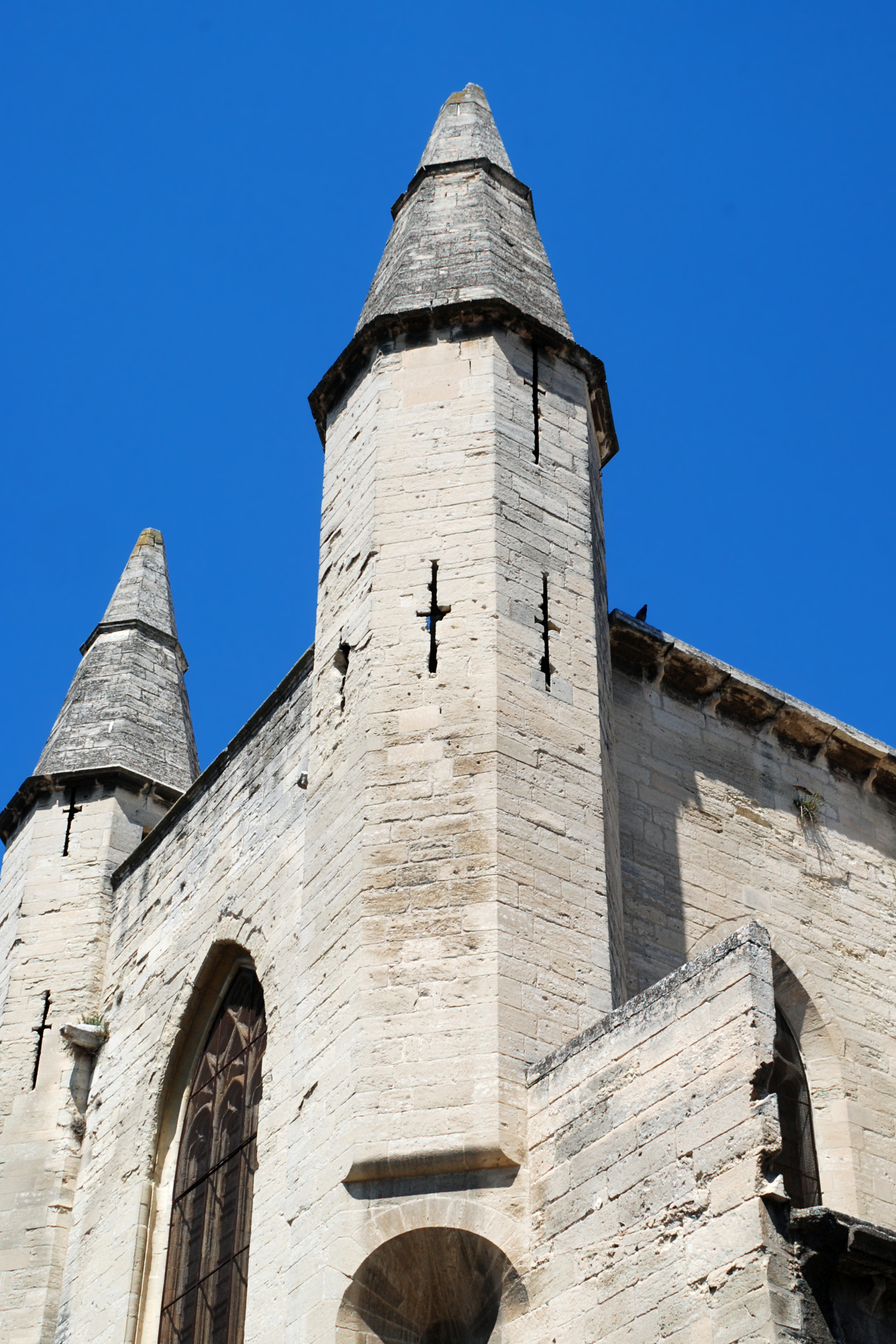
Le sommet de la façade occidentale vu de la rue de Montolivet.
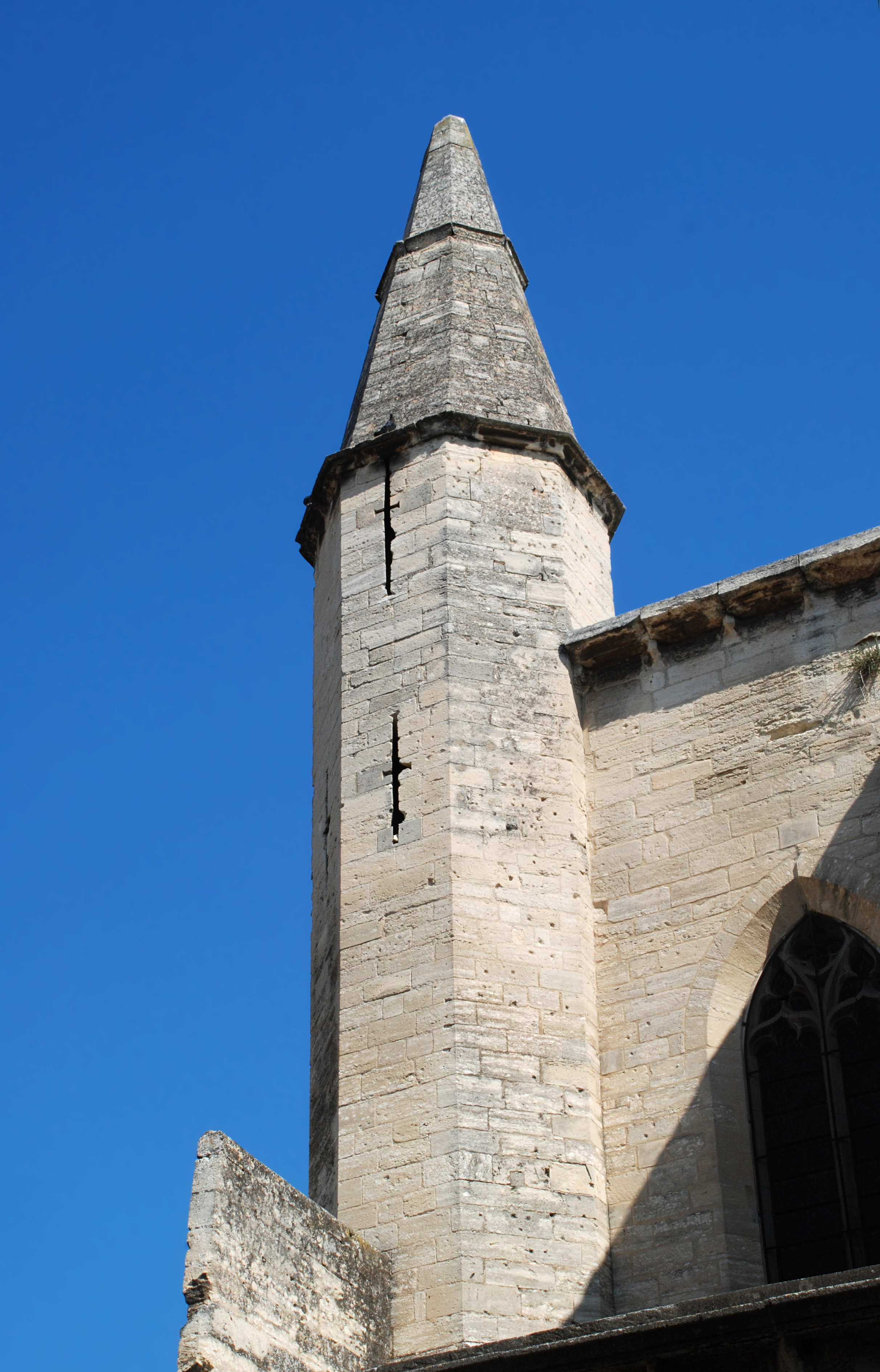
Tourelle d'escalier vue depuis le cloître.
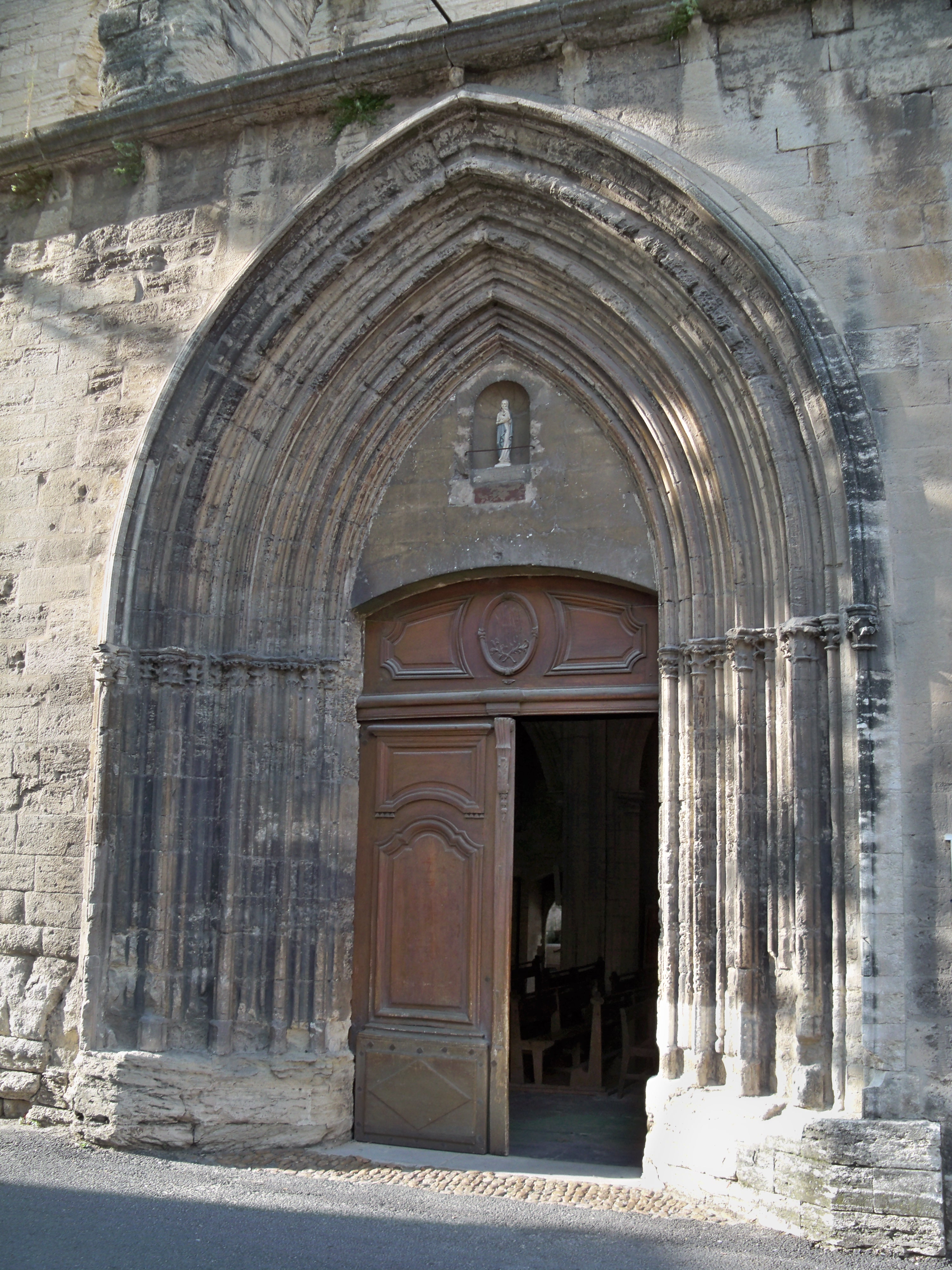
Le portail sud.
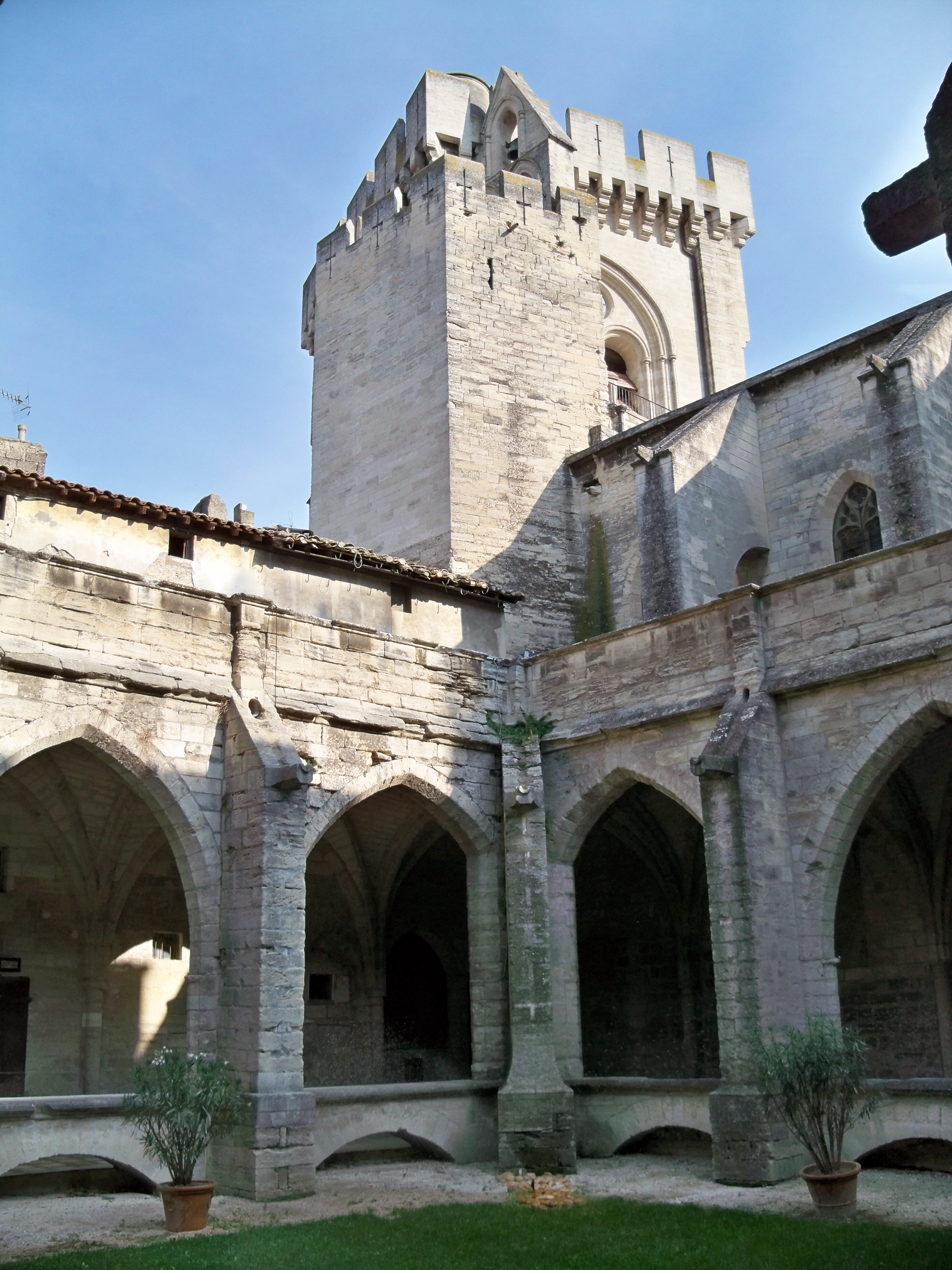
Le petit clocher et la grande tour-beffroi vus du cloître.

#### Cloître
Édifié en 1336,, le cloître fait l'objet, comme l'église, d'un classement aux monuments historiques depuis 1862.
Adossé au flanc nord de la collégiale,,, « Le cloître rappelle par l'ampleur de ses arceaux et par leur élévation ceux qui se trouvaient dans le palais d'Arnaud de Via, à Avignon. Ils rappellent encore ceux qui se trouvent dans la partie la plus ancienne du palais des papes et qui leur sont presque contemporains ».
De petites dimensions, il présente quatre galeries très bien conservées, rythmée par des arcades de style ogival sur bahut continu.
À l'angle nord-est du cloître se dresse la chapelle du Saint-Esprit, ajoutée en 1540,.

Le cloître
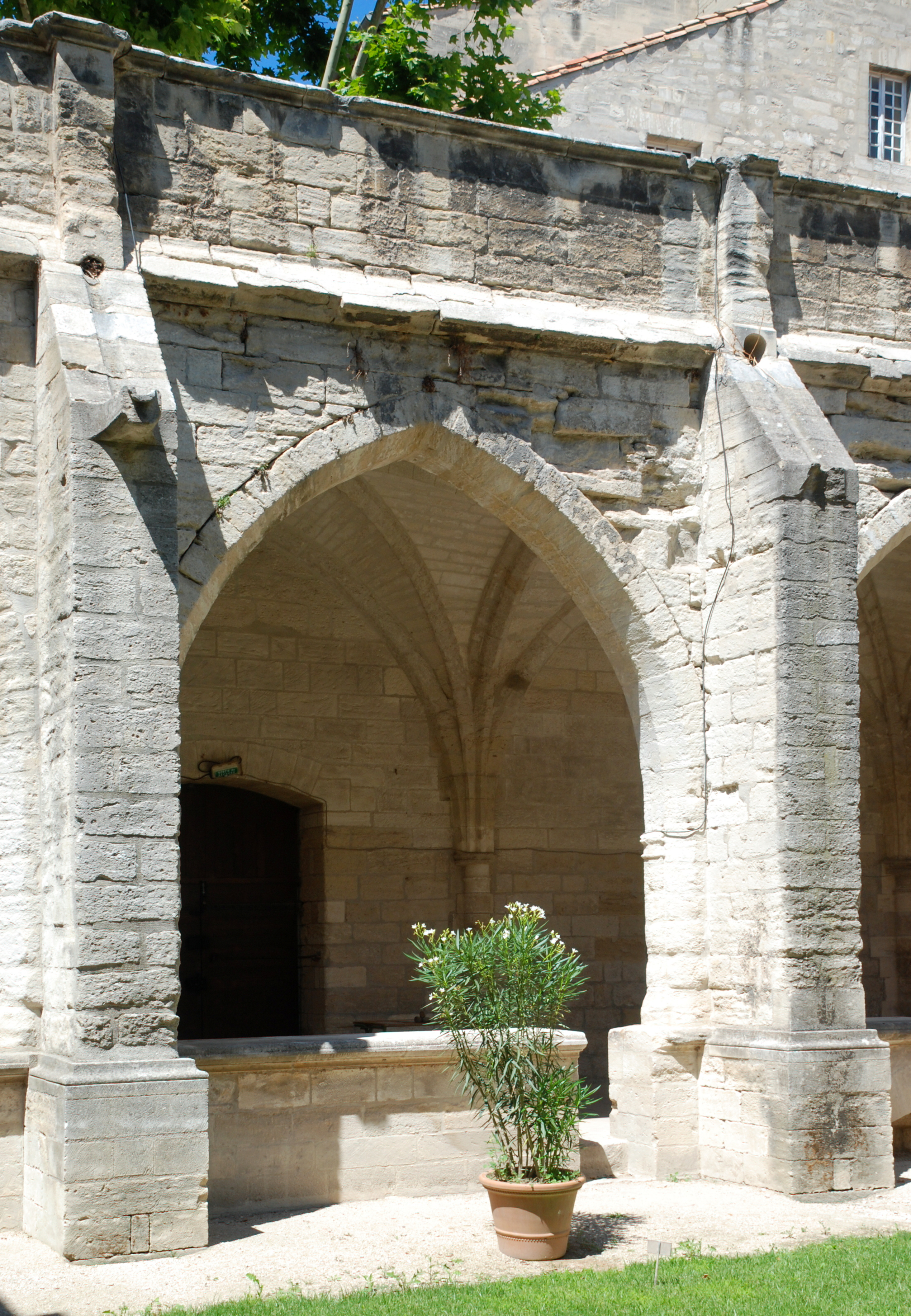
Arcade de la galerie nord.
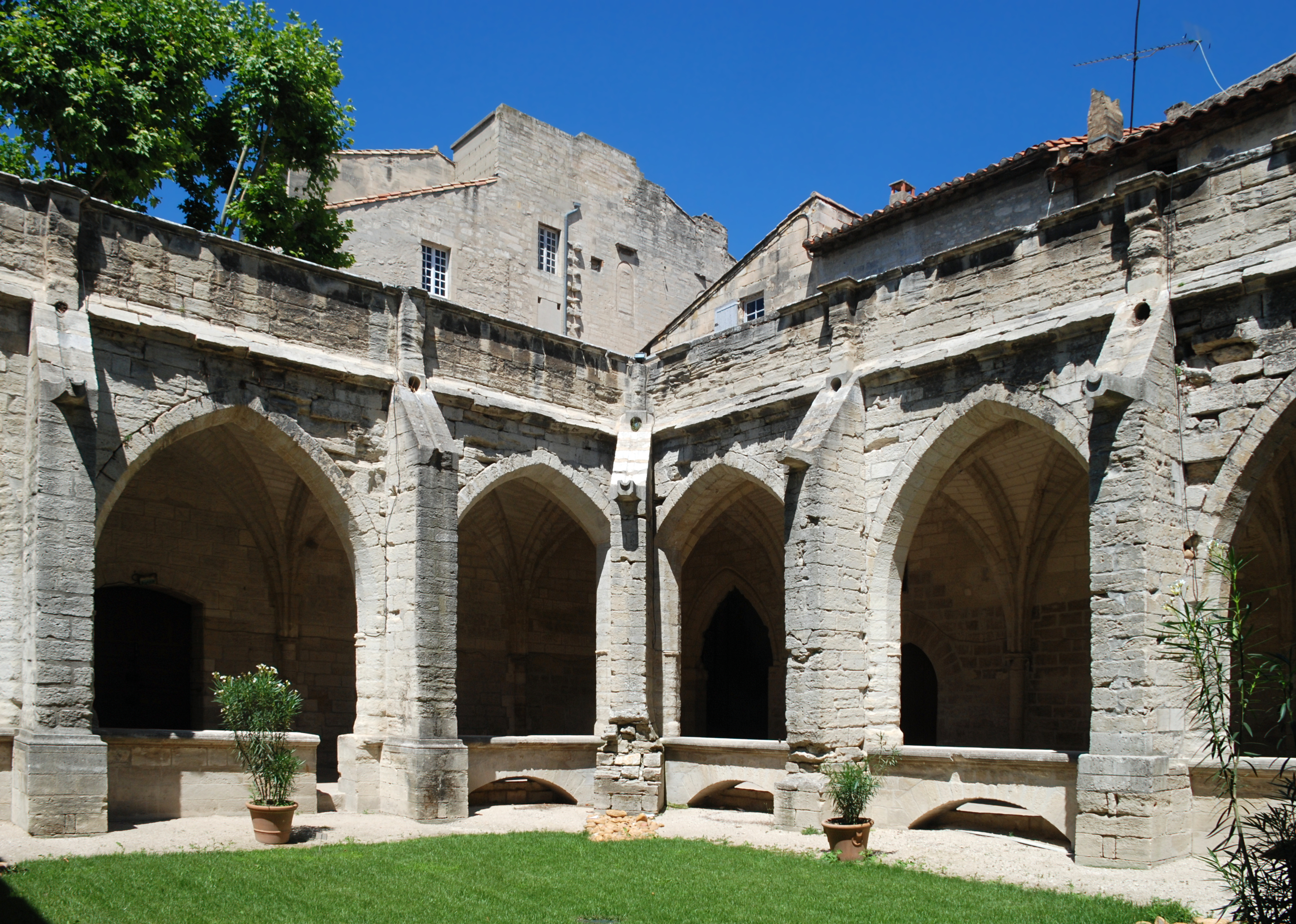
Angle nord-est.
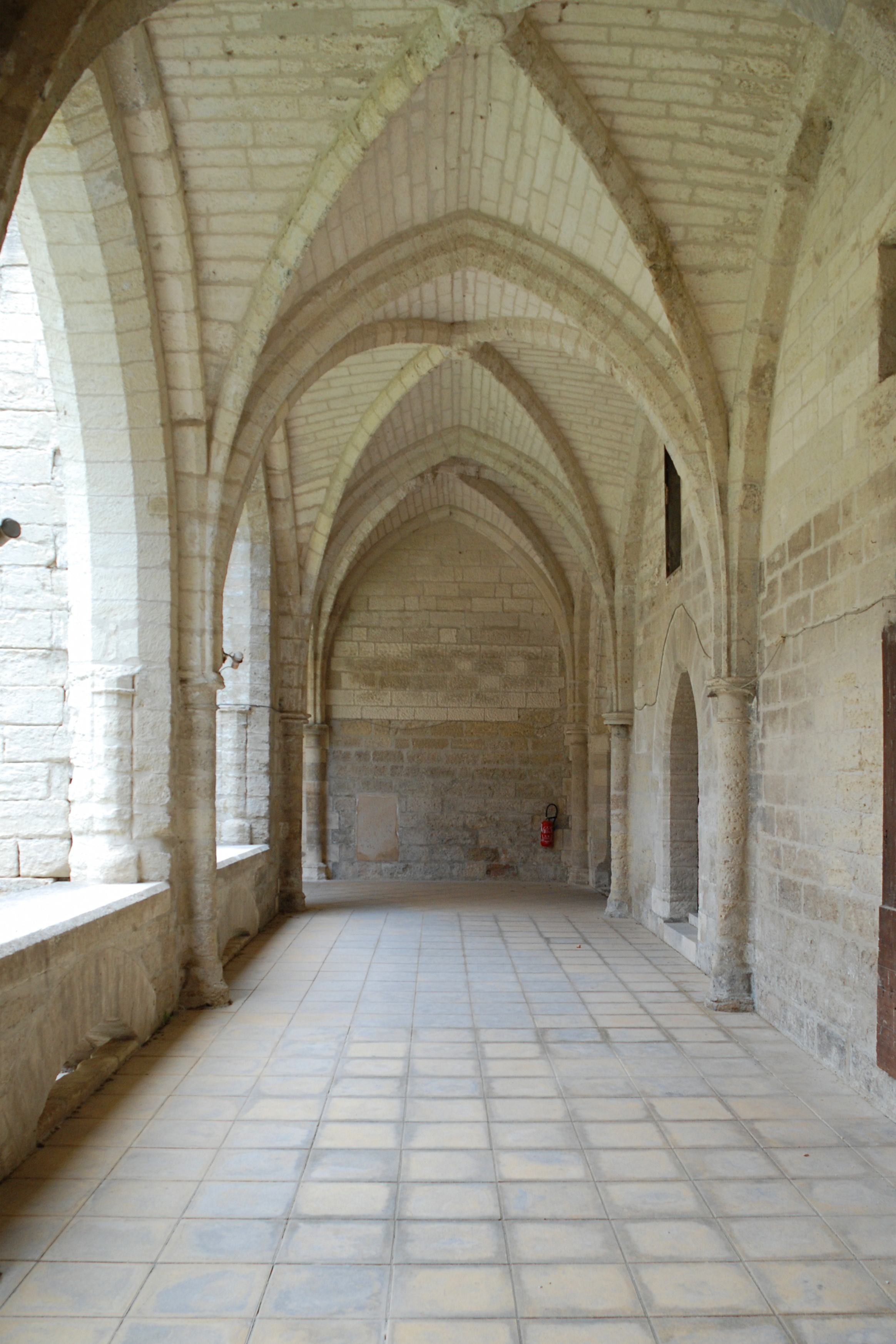
Galerie.
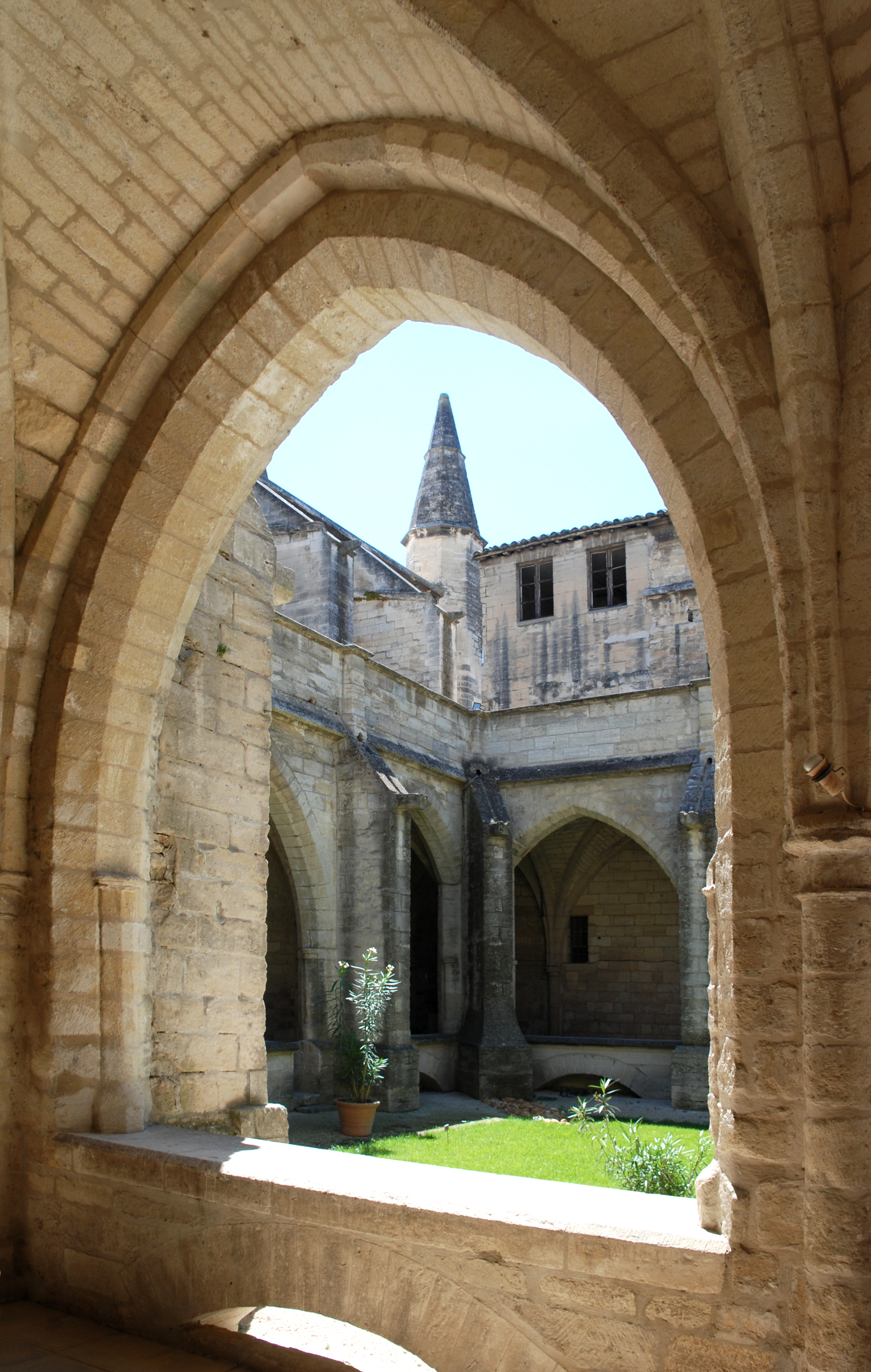
Le jardin vu du cloître.

### Architecture intérieure

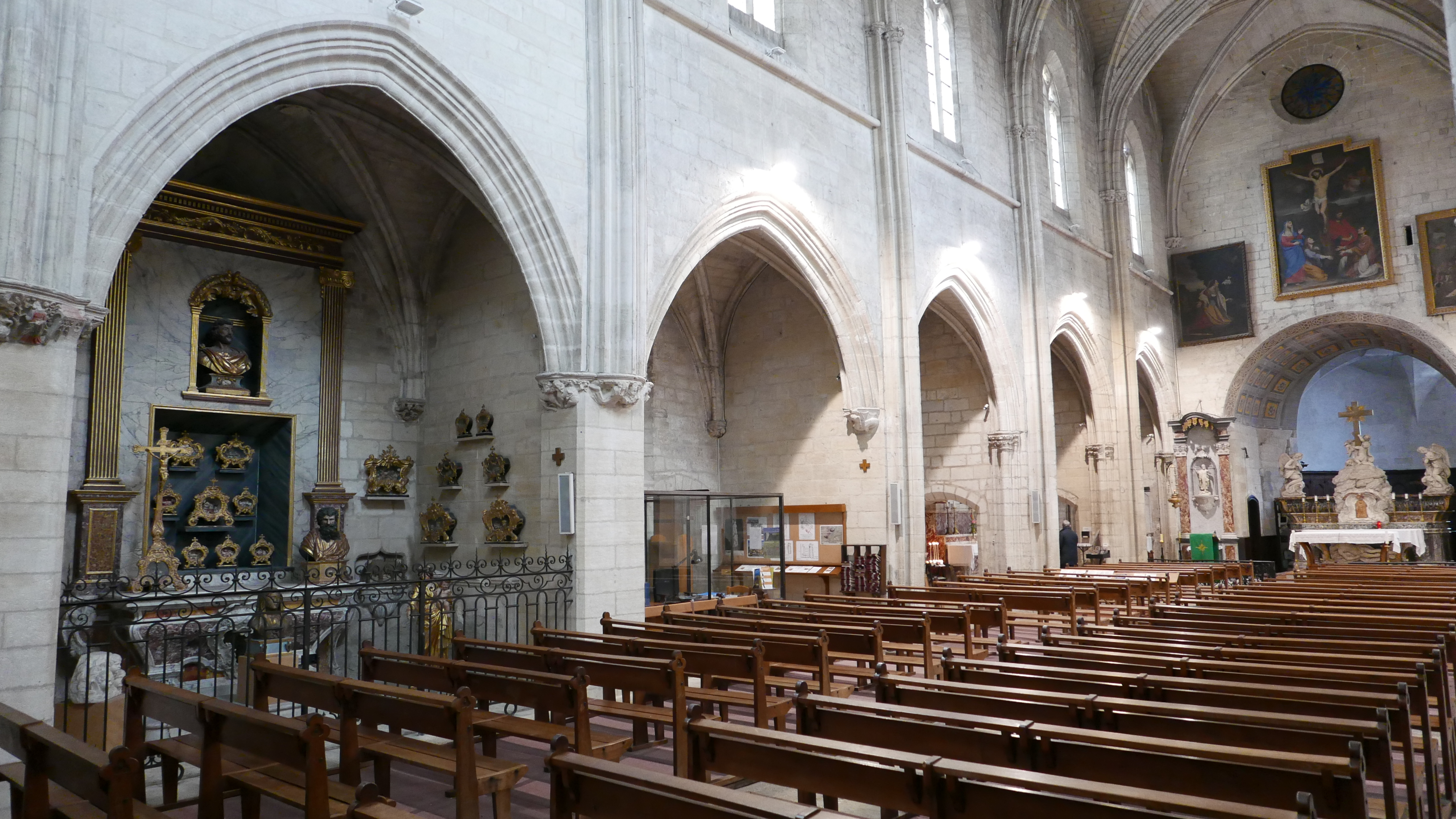
Les chapelles septentrionales.

La collégiale est « l'un des plus anciens exemples d'église provençale à nef unique et chapelles latérales encastrées entre les contreforts ».
Le plan de la nef est traditionnel, avec un vaisseau unique flanqué de chapelles latérales, éclairé par un étage de baies hautes. Cette nef a connu deux phases de construction, l'une en 1333, l'autre en 1335, dont la différence est visible dans le voûtement. Elle a reçu une riche parure de sculpture, de scènes de la vie du Christ et d'animaux fantastiques, endommagée pendant les guerres de Religion
Au nord, du côté du cloître, on trouve les six chapelles suivantes d'est en ouest :
- Chapelle du Saint-Sacrement
- Chapelle de la Vierge
- Chapelle du Sacré-Cœur
- Chapelle Saint-Joseph (avec accès au cloître)
- Chapelle des Reliques (abritant le gisant du cardinal Arnaud de  Via, fondateur de la collégiale)
- Chapelle Saint-Antoine

Au sud, le long de la place Meissonnier se rangent également six chapelles :
- Chapelle Saint-Pons
- Chapelle Sainte-Casarie (avec « Tobie rendant la vue à son père », copie ancienne d'après Jacques Blanchard)
- Chapelle de l'entrée sud
- Chapelle Saint-Marc (avec « La Pietà de Villeneuve-lès-Avignon », copie réalisée en 1907 par Auguste-Émile Jean de l'œuvre originale attribuée à Enguerrand Quarton et conservée au musée du Louvre depuis 1905)
- Chapelle Saint-Roch
- Chapelle du Purgatoire

À l'est, l'église se termine par le chœur, derrière lequel se dresse le chœur des chanoines de plan ovale couvert d'une voûte à cinq branches en 1746-1749 par l'architecte Jean-Baptiste Franque,.
Le maître-autel fut remonté ici pendant la Révolution. Il avait été réalisé pour l'église des chartreux de la ville par le sculpteur Antoine Duparc en 1745. Le siège de présidence en marbre blanc provient de l'abbaye Saint-André.

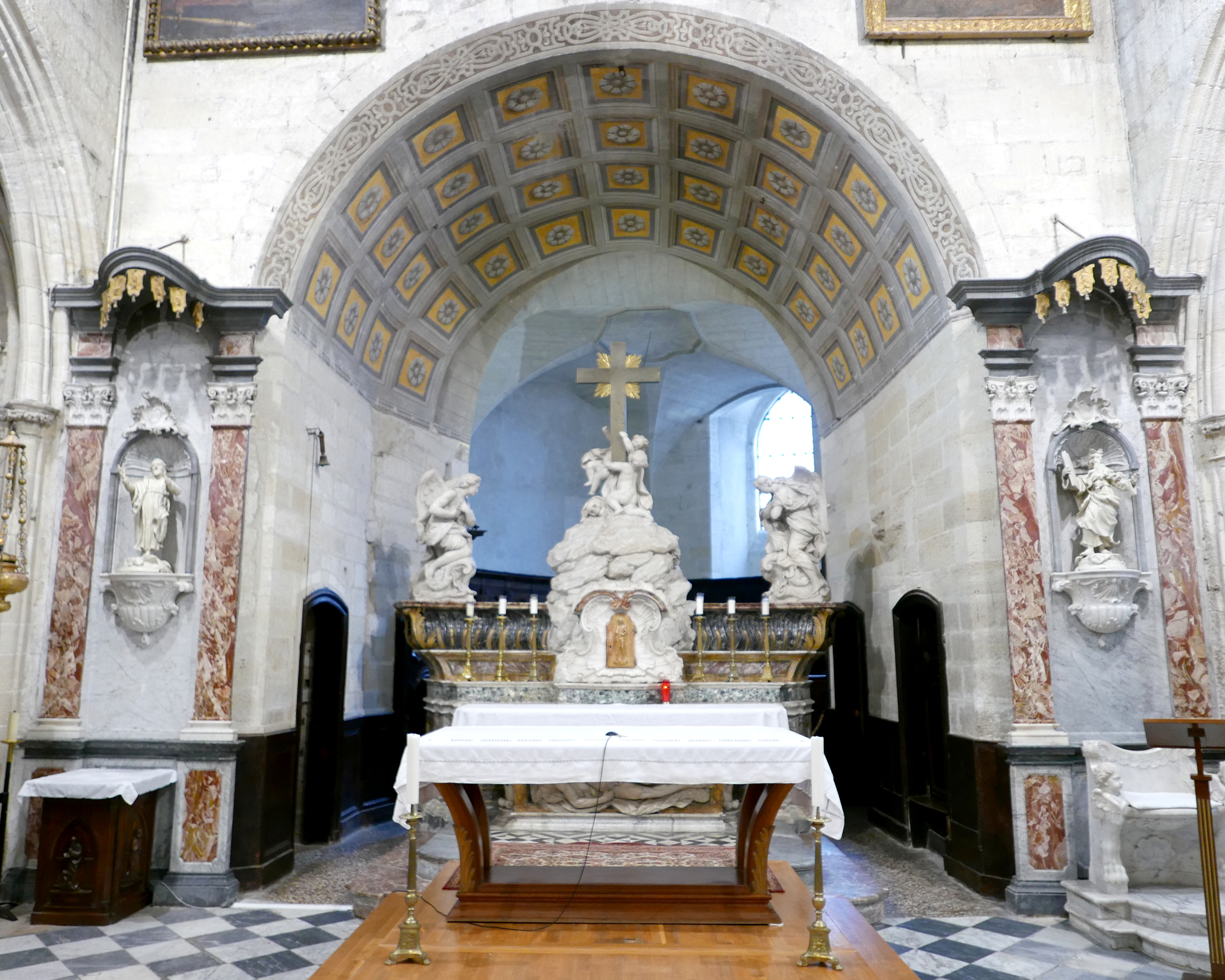
Le chœur et, dans l'axe, le chœur des chanoines couvert d'une voûte à cinq branches.
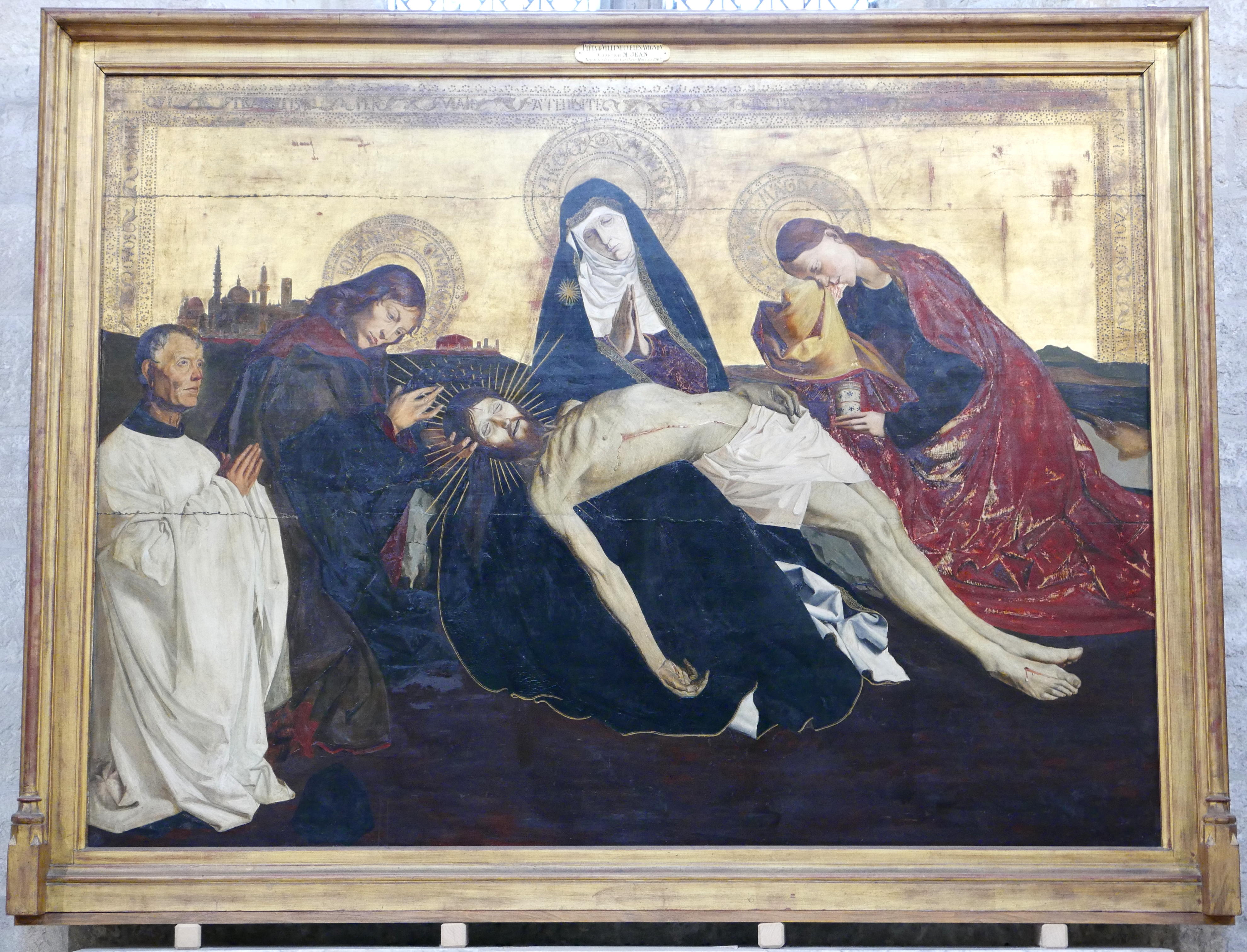
« La Pietà de Villeneuve-lès-Avignon ».
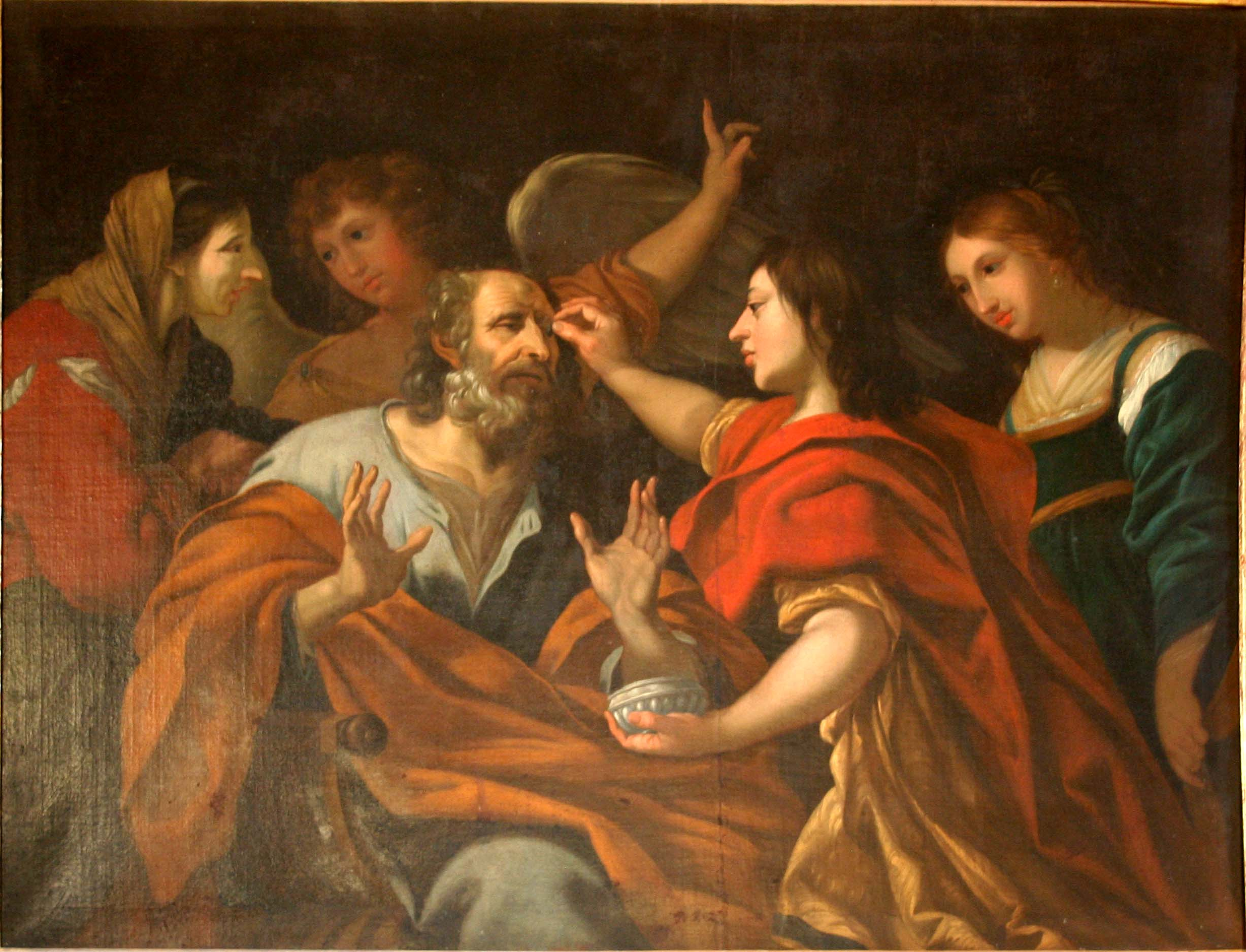
« Tobie rendant la vue à son père ».